# Hannes Meyer
Hans Emil Meyer, llamado Hannes Meyer (18 de noviembre de 1889, Basilea - 19 de julio de 1954, Lugano) fue un arquitecto y urbanista suizo, quien también trabajó en Alemania y luego como profesor y director de la escuela de artes y oficios de la Bauhaus.

## Vida
Nacido en una familia de arquitectos, fue primero dibujante en una agencia de Basilea antes de estudiar arquitectura en Berlín. En 1909 Meyer comenzó trabajando en la oficina de Albert Froehlich en Berlín. Luego se trasladó al despacho de Johann Emil Schaudt, el arquitecto de los grandes almacenes KaDeWe. De 1912-1913 pasó algún tiempo haciendo estudios en Inglaterra. En 1916 fue asistente de George Metz en Múnich. Desde 1919 fue arquitecto por cuenta propia en Basilea.

## La estancia en la Bauhaus

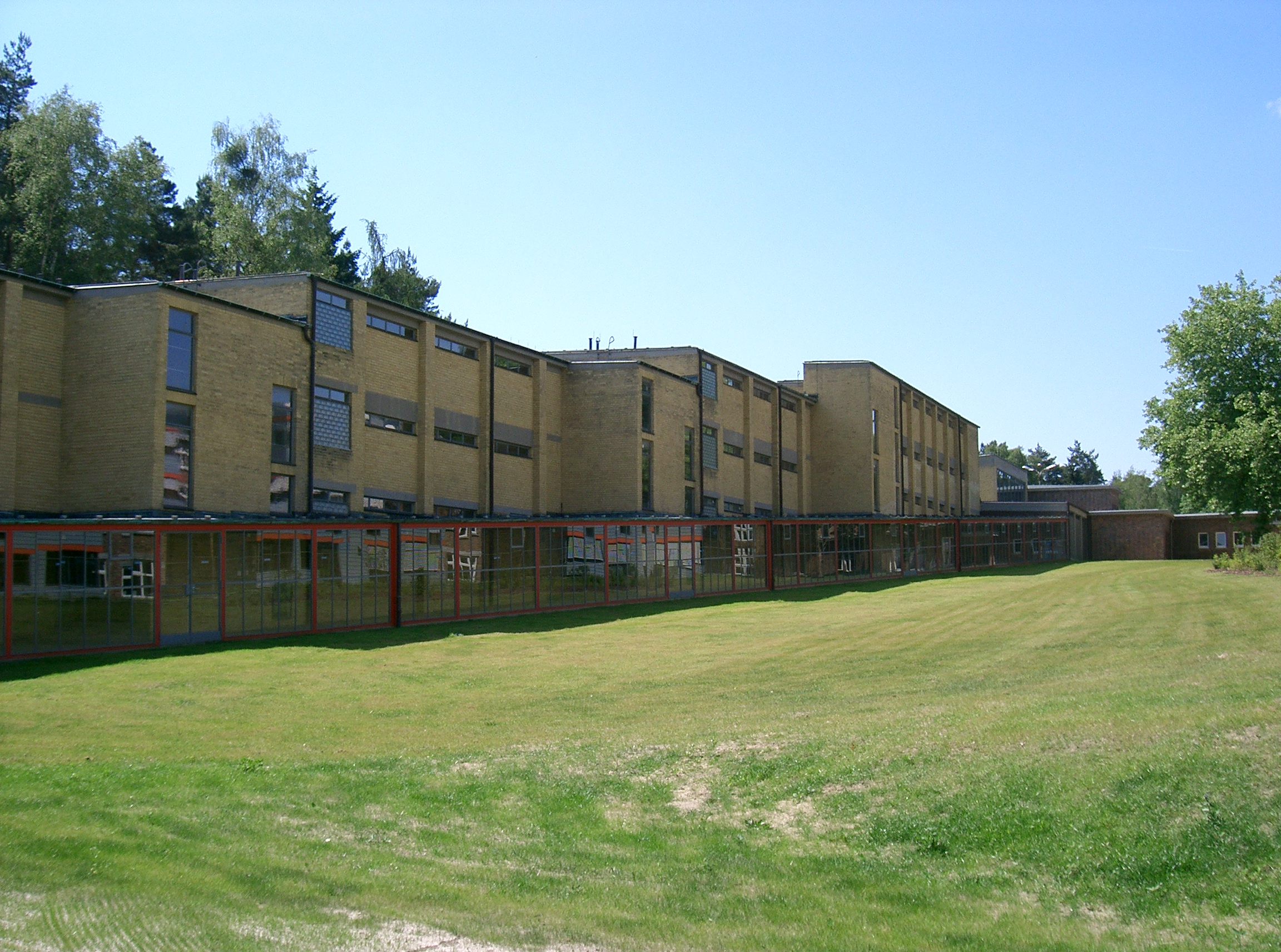
Escuela Federal de Organizaciones Sindicales Libres.

En 1927 tomó parte en el concurso para el Palacio de la Sociedad de Naciones en Ginebra, Suiza, en el que obtuvo el tercer lugar junto con Hans Wittwer con quien trabajó conjuntamente. Fue director de la Escuela de la Bauhaus de 1928 a 1930, después de Walter Gropius y antes de Ludwig Mies van der Rohe.
Hannes Meyer fue nombrado en 1927 como un maestro arquitecto de la Bauhaus en Dessau, y partir del 1 de abril de 1928, él permanecerá allí en lugar de Walter Gropius como director. Bajo auspicios de Meyer, un departamento de arquitectura se instala en la Bauhaus, incluso teniendo en cuenta la complejidad técnica que esto suponía. Argumenta que la Bauhaus tenía la función de que sus ideas eran "para la gente", así que para los distritos más pobres se muestra el lema: "¡Las necesidades de la gente, no son un lujo! Aunque los productos Bauhaus entonces no eran asequibles para todos, los compradores se encontraban entre la élite de la Bauhaus, amigos y clientes adinerados.
El 30 de enero de 1930 La Bauhaus es declarada, en los círculos nazis, como fuerza política y como la élite de "color rojo". El 1 de agosto de 1930, Meyer fue despedido por motivos políticos. Su sucesor como director fue Ludwig Mies van der Rohe. Nuevamente junto a Hans Wittwer realizó la Escuela Federal ADGB en Bernau (1928-1930).

## Después de 1930

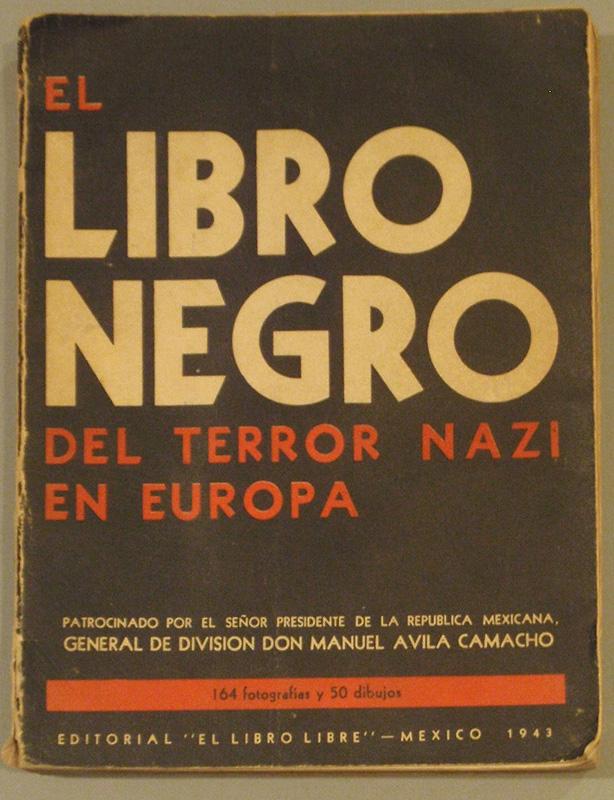
El libro negro del terror nazi en Europa, México, 1943.

Meyer viaja a Moscú en 1930 y es profesor allí. Entre sus acompañantes van algunos de los estudiantes y personal de la Bauhaus. Es la llamada "Brigada de Meyer" incluido el arquitecto judío nacido en Múnich Philip Tolziner, que más tarde pasó más de diez años en el Gulag soviético.
Lo nombraron profesor en la Escuela superior de Arquitectura Wasi, en Moscú. A partir de 1934, dirigió el Gabinete de Vivienda en la Academia de Arquitectura. Entonces partió para Moscú, donde enseñó urbanismo hasta 1936.

## Meyer en México
En septiembre de 1938 llegó a México por vez primera, invitado por el presidente Lázaro Cárdenas a dictar una serie de conferencias y en junio de 1939 vuelve a México para establecerse en el país durante diez años junto con su esposa Lena Meyer Bergner, en ese mismo año fue contratado por el Instituto Politécnico Nacional para dar clases en su Escuela Superior de Ingeniería y Arquitectura (ESIA), donde dirigió los cursos de planificación y urbanismo hasta 1941.
Fue director técnico de la Oficina de Proyectos de la Secretaría del Trabajo donde trabajó en el Plan Lomas de Becerra para 2 mil familias de trabajadores (1941 - 1942). Fue secretario arquitecto de la Comisión de Planeación de Hospitales del Instituto Mexicano del Seguro Social (1943 - 1944). Por encargo del Dr. Gustavo Baz realizó la planificación urbana de Tlalnepantla en 1944.
Fue Coordinador del CAPFCE donde editó la revista "Construyamos Escuelas", organizó la fototeca y el archivo de planos, además de una exposición itinerante que llegó a presentarse en el Palacio de Bellas Artes.
En 1949 regresó a Europa y fue hasta 1952 cuando regresó a México por un breve período en el que participó en el Congreso Nacional de Arquitectos.

## Vista de la arquitectura
Hannes Meyer miró el edificio con sus ojos como un proceso básico que toma en cuenta las necesidades biológicas, mental, espiritual y físicas, lo que permite la vida. Un enfoque muy completo, que abarca tanto como posibles factores se desearan. Se refería principalmente a la vivienda residencial, en la vivienda y los asentamientos que examinados de forma sistemática se enfocaba la exposición, ventilación, factores de confusión (ruido, olores), enlaces visuales, el vecindario. La arquitectura se convirtió así en un proceso lógico y racional, en la optimización completa que tenía que conducir un único resultado correcto. Meyer dijo que la construcción no es un proceso estético y la creación es única organización, y negó el componente creativo de la arquitectura. Incluso la imagen del arquitecto con Meyer es un ejemplo muy diferentes aún con Gropius: "La nueva casa [..] es un producto industrial y como tal es un trabajo de especialistas. El arquitecto era un artista y es un especialista en la organización".

## Obras (selección)

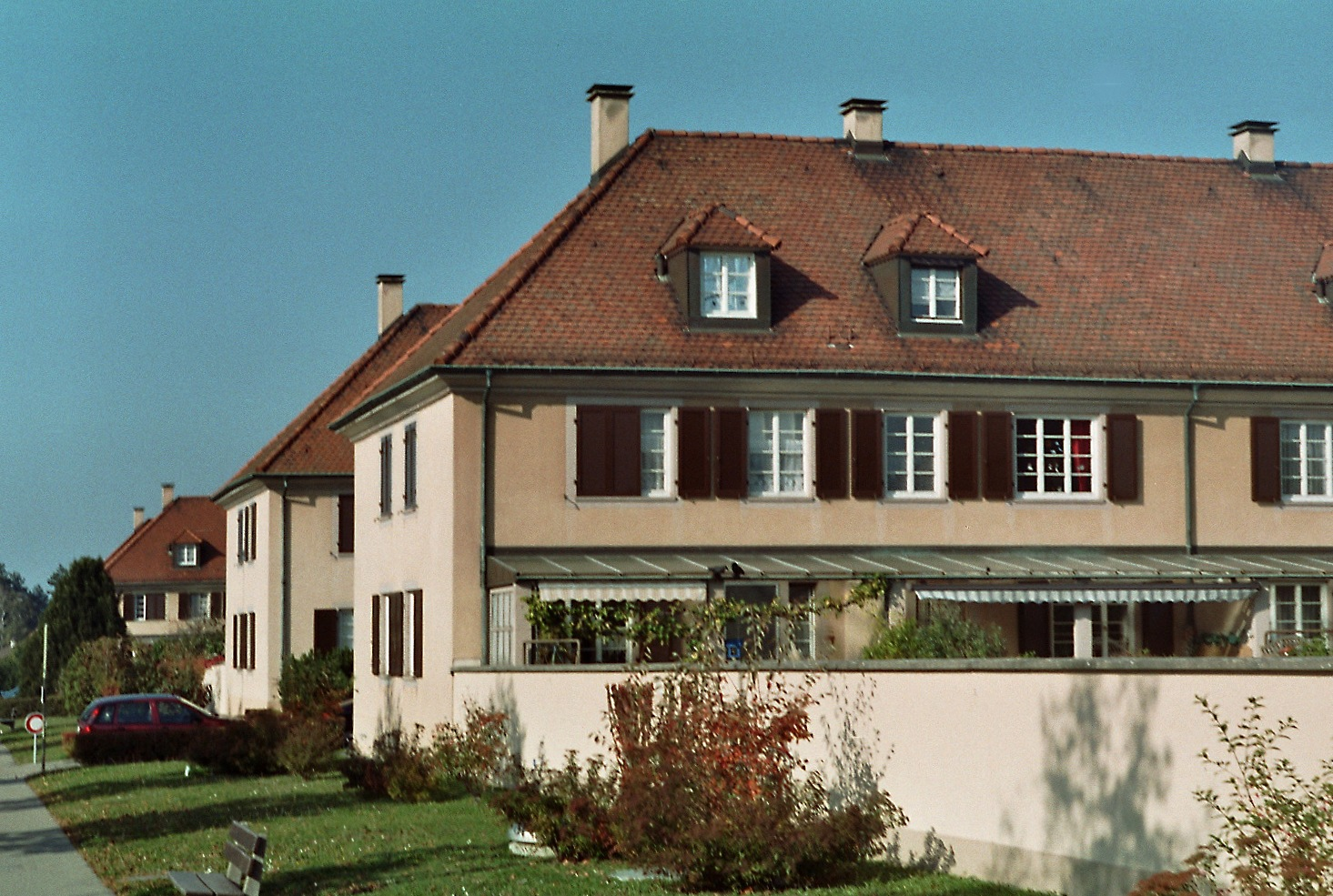
Siedlung Freidorf.

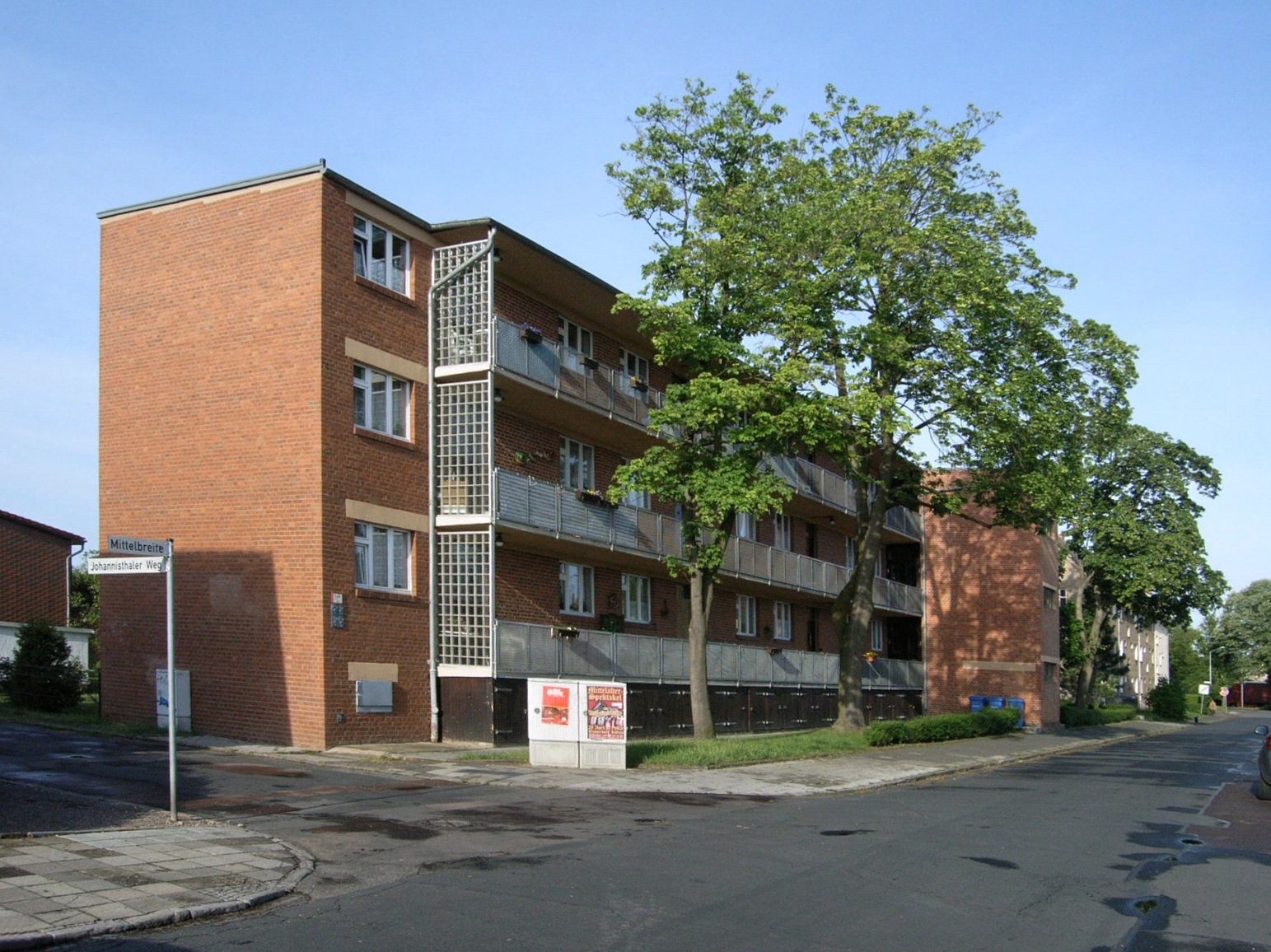
Laubenganghaus en Dessau-Törten.

- 1919-1921: Wohnsiedlung Freidorf in Muttenz
- 1927: Petersschule Basel (mit Hans Wittwer, nicht ausgeführt)
- 1927-1928: Völkerbundpalast in Genf (Wettbewerbseintrag, nicht ausgeführt)
- Zwanziger/Dreißiger Jahre: Beteiligung an der Planung der Stadt Birobidschan im gleichnamigen Jüdischen Autonomen Gebiet der UdSSR
- 1928-1930: Bundesschule des ADGB und Lehrerhäuser in Bernau bei Berlín
- 1929-1930: Erweiterung der Siedlung Dessau-Törten (Laubenganghäuser)
- 1938-1939: Genossenschaftliches Kinderheim Mümliswil